# Perizoma pravata
Perizoma pravata är en fjärilsart som beskrevs av Paul Dognin 1900. Perizoma pravata ingår i släktet Perizoma och familjen mätare. Inga underarter finns listade i Catalogue of Life.